# Te cunosc de undeva! (Sezonul 2)
Sezonul 2 al emisiunii de divertisment Te cunosc de undeva! a debutat pe Antena 1 la data de 15 septembrie 2012. Emisiunea a fost prezentată de Alina Pușcaș și Cosmin Seleși.
Juriul este format din Andreea Bălan, Ozana Barabancea, Aurelian Temișan și Andrei Aradits. 
Pe data de 1 decembrie 2012, sezonul 2 a ajuns la final, câștigătorul fiind Jorge. Locul 2 a fost ocupat de Lora, iar locul 3 de Adrian Enache.

## Distrubuția

### Celebrități
- Adrian Enache
- Lora
- Marian Niculae
- Maria Buză
- CRBL
- Claudia Pătrășcanu
- Lavinia
- Jorge

### Juriul
- Andreea Bălan
- Ozana Barabancea
- Aurelian Temișan
- Andrei Aradits

### Jurizare
După ce concurenții și-au făcut transformările, fiecare din membrii juriului acordă note de la 4 la 12, fără nota 11. După notarea concurenților se alcătuia un clasament provizoriu al juriului. La acest clasament se adăugau punctele acordate de concurenți. Și anume, fiecare dintre concurenți avea la dispoziție cinci puncte pe care să le acorde artistului preferat. Concurentul cu cel mai mare punctaj după cele două jurizări câștiga ediția respectivă și primea 1000 de euro, pe care urma să îi doneze. La finalul sezonului, celebritatea câștigătoare a primit 15.000 de euro.

## Interpretări
Legendă:
     Câștigător
| Adrian Enache      | Helena Paparizou  | Enrique Iglesias | Marina Voica     | Elvis Presley     | Joe Pesci          | MC Hammer         |  |  |
| Lora               | Connect-R         | Frank Sinatra    | Pink             | Katy Perry        | Shania Twain       | Céline Dion       |  |  |
| Marian Niculae     | Michael Bolton    | Ruslana          | Sting            | Mirabela Dauer    | Mariah Carey       | Antonio Banderas  |  |  |
| Maria Buză         | Vanessa Paradis   | Cristi Miculescu | Kylie Minogue    | Smiley            | Gabriel Dorobanțu  | Delia             |  |  |
| CRBL               | Gică Petrescu     | Horia Brenciu    | Nelu Ploieșteanu | Jason Mraz        | Shaggy             | Ștefan Bănică Jr. |  |  |
| Claudia Pătrășcanu | Sandra            | Alexandra Stan   | Inna             | Adriano Celentano | Elena Gheorghe     | Andreea Bănică    |  |  |
| Lavinia            | Coolio            | Belinda Carlisle | Bosquito         | Janet Jackson     | Sabrina            | Călin Goia        |  |  |
| Jorge              | Cleopatra Stratan | Tudor Gheorghe   | Marc Anthony     | Naarghita         | Tiziano Ferro      | Jessie J          |  |  |
|                    |                   |                  |                  |                   |                    |                   |  |  |
| Star               | Ediția 7          | Ediția 8         | Ediția 9         | Ediția 10         | Ediția 11          | Finala            |  |  |
| Adrian Enache      | Oceana            | Dean Martin      | Gusttavo Lima    | Elton John        | James Brown        | Freddie Mercury   |  |  |
| Lora               | Nino D'Angelo     | Adele            | Andra            | Patricia Kaas     | Barbra Streisand   | Lady Gaga         |  |  |
| Marian Niculae     | Robbie Williams   | Juanes           | Tom Jones        | Luminița Anghel   | Pitbull            | Aqua              |  |  |
| Maria Buză         | Celia             | Corina           | Demis Roussos    | Gloria Estefan    | Loredana Groza     | Madonna           |  |  |
| CRBL               | King África       | Irina Loghin     | Puya             | Snow              | Snap!              | Eminem            |  |  |
| Claudia Pătrășcanu | Justin Bieber     | Ricky Martin     | Caro Emerald     | Alicia Keys       | Mika               | Rihanna           |  |  |
| Lavinia            | Anda Adam         | Mary Jo          | Geri Halliwell   | Dan Bălan         | Dana International | Aqua              |  |  |
| Jorge              | Christian D       | Marcel Pavel     | Jennifer Lopez   | Bruno Mars        | Christina Aguilera | Michael Jackson   |  |  |